# Labubu
Labubu (tiếng Trung: 拉布布, tiếng Anh: Labubu) là một nhân vật linh vật dưới dạng thú nhồi bông, sở hữu ngoại hình tinh nghịch nhưng hơi hung dữ. Đặc điểm của nó bao gồm thân hình tròn trịa phủ đầy lông, đôi mắt to tròn, tai nhọn, cùng hàm răng gồm chín chiếc sắc nhỏ tạo thành nụ cười tinh quái.
Labubu là nhân vật được thiết kế bởi nghệ sĩ Long Gia Thăng , sinh tại Hồng Kông nhưng lớn lên ở Hà Lan. Ông là tác giả của loạt truyện The Monsters, lấy cảm hứng từ những câu chuyện dân gian và thần thoại Bắc Âu mà ông yêu thích thời thơ ấu. Theo báo cáo của CNA Lifestyle năm 2024, Long Gia Thăng  ban đầu vẽ các thiết kế bằng bút máy, và tình yêu với truyện cổ tích đã thôi thúc ông tạo ra Labubu cùng những người bạn của nó.
Labubu ra mắt lần đầu vào năm 2015 nhưng chỉ thực sự nổi tiếng rộng rãi sau khi hợp tác với Pop Mart (tiếng Trung: 泡泡瑪特, Phao Phao Mã Đặc) vào năm 2019. Sự hợp tác này đã đưa Labubu trở thành một trong những nhân vật được giới sưu tập yêu thích. Kể từ đó, búp bê Labubu đã được sản xuất với nhiều màu sắc, hình dáng và kích cỡ khác nhau, từ thú nhồi bông đến figure nhựa dẻo.
Tháng 4 năm 2024, Labubu thu hút sự chú ý khi thành viên BLACKPINK Lisa được chụp hình mang theo nó dưới dạng thú nhồi bông và móc khóa treo túi. Điều này tạo nên một làn sóng yêu thích, đẩy nhanh độ nổi tiếng của Labubu tại Thái Lan và các quốc gia Đông Nam Á khác.
Theo báo cáo giữa năm ngày 20 tháng 8 năm 2024 của Pop Mart, dòng sản phẩm The Monsters đã đạt doanh thu 6,3 tỷ nhân dân tệ trong nửa đầu năm.
Tháng 4 năm 2025, Pop Mart ra mắt thế hệ thứ ba của dòng sản phẩm thú nhồi bông Labubu, khiến lượng lớn khách hàng xếp hàng tại các cửa hàng ở Mỹ, Anh và Nhật Bản. Tại Trung Quốc đại lục, xuất hiện tình trạng mua đi bán lại với giá cao cùng hàng nhái tràn lan. Ở Anh, do xô xát giữa khách hàng khi mua Labubu, Pop Mart tuyên bố tạm dừng bán sản phẩm này tại đây. Sau đó, vào ngày 14 tháng 6, công ty tiếp tục ngừng bán Labubu tại Hàn Quốc.
Ngày 10 tháng 6 năm 2025, nhà đấu giá Vĩnh Lạc tại Bắc Kinh tổ chức buổi đấu giá nghệ thuật Labubu, trong đó một phiên bản Labubu có kích thước như người thật được bán với giá 1,08 triệu nhân dân tệ, tổng doanh thu đạt 3,73 triệu nhân dân tệ.
Năm 2024, sau khi bùng nổ tại Thái Lan, Labubu được người dân nước này tin rằng hình ảnh của nó mang lại may mắn và tài lộc, từ đó được chế tác thành vật phẩm phong thủy và hình xăm.